# Sai (Orne)
Sai település Franciaországban, Orne megyében. Lakosainak száma 227 fő (2022. január 1.). Sai Aunou-le-Faucon, Juvigny-sur-Orne, Argentan és Gouffern en Auge községekkel határos.

## Népesség
A település népessége az elmúlt években az alábbi módon változott:
| Lakosok száma | 219  | 216  | 224  | 222  | 223  | 225  | 226  | 227  | 227  |
|               | 2013 | 2015 | 2016 | 2017 | 2018 | 2019 | 2020 | 2021 | 2022 |